# لندویل (ویرجینیای غربی)
لندویل (به انگلیسی: Landville) یک منطقهٔ مسکونی در ایالات متحده آمریکا است که در شهرستان لوگان، ویرجینیای غربی واقع شده‌است. لندویل ۲۳۰٫۱۳ متر بالاتر از سطح دریا واقع شده‌است.